# Кіпрський діалект грецької мови
Кіпрський діалект грецької мови (грец. Κυπριακή Διάλεκτος της Ελληνικής Γλώσσας), також Кіпрська грецька Κυπριακή Ελληνική — діалект грецької мови, яким спілкуються близько 700 тисяч мешканців Кіпру та представники греків-кіпріотів. Кіпрський діалект відрізняється від стандартної новогрецької мови у своїй лексиці, фонетиці, фонології, морфології, синтаксисі і навіть прагматиці, не тільки з історичних причин, але й через географічну ізоляцію, зв'язок з типологічно різними мовами.